# Brooke Andersen
Brooke Andersen (San Diego, 23 de agosto de 1995) es una deportista estadounidense que compite en atletismo, especialista en la prueba de lanzamiento de martillo. Ganó una medalla de oro en el Campeonato Mundial de Atletismo de 2022.

## Palmarés internacional
| Campeonato Mundial | Campeonato Mundial      | Campeonato Mundial | Campeonato Mundial |
| Año                | Lugar                   | Medalla            | Prueba             |
| ------------------ | ----------------------- | ------------------ | ------------------ |
| 2022               | Eugene (Estados Unidos) | Medalla de oro     | Martillo           |